# Jesse Engelbrecht
Pour les articles homonymes, voir Engelbrecht.
Jesse Engelbrecht, né le 5 janvier 1983 à Durban, est un joueur professionnel de squash représentant le Zimbabwe puis l'Afrique du Sud. Il atteint en août 2008 la 55e place mondiale sur le circuit international, son meilleur classement. 

## Biographie
Jesse Engelbrecht est né à Durban, en Afrique du Sud, et s'installe peu après avec ses parents à Harare, la capitale du Zimbabwe. C'est là qu'il commence à jouer au squash et qu'il connaît beaucoup de succès au niveau national pendant ses années juniors. Il refuse une bourse d'études à l'université Harvard pour devenir un joueur professionnel. Depuis 2002, il participe au PSA World Tour et, la même année, il représente le Zimbabwe aux Jeux du Commonwealth de 2002, où il remporte un titre sur un total de cinq finales au cours de sa carrière. 
Après que la ferme de ses parents au Zimbabwe ait couru le risque d'être attaquée et pillée comme beaucoup d'autres dans le pays, ils décident de s'installer en Afrique du Sud en 2006. Jesse Engelbrecht décide donc de demander la citoyenneté sud-africaine, qu'il obtient finalement fin 2006. Avec l'équipe nationale sud-africaine, il participe aux championnats du monde par équipes en 2007 et 2009. En 2008, il est vice-champion d'Afrique du Sud face à Stephen Coppinger. Il achève sa carrière de joueur en janvier 2010 et est entraîneur de squash depuis. Au cours de sa carrière, il dispute 17 matches avec l'équipe nationale du Zimbabwe et 14 avec l'Afrique du Sud. 

## Palmarès

### Finales
- Championnats d'Afrique du Sud : 2008